# Hrabstwo Wythe

Piramida wieku hrabstwa

Hrabstwo Wythe – hrabstwo w USA, w stanie Wirginia, według spisu z 2000 roku liczba ludności wynosiła 27 599. Siedzibą hrabstwa jest Wytheville.

## Geografia
Według spisu hrabstwo zajmuje powierzchnię 1199 km², z czego 1196 km² stanowią lądy, a 3 km² – wody.

### Miasta
- Rural Retreat
- Wytheville

### CDP
- Fort Chiswell
- Ivanhoe
- Max Meadows